# Luis Alberto Cubilla
Luis Alberto Cubilla Almeida (Paysandú, 28 de març de 1940 - Asunción, 3 de març de 2013) fou un futbolista uruguaià dels anys 1960 i 1970 i posteriorment entrenador de futbol.

## Trajectòria
Conegut amb el sobrenom d'El Negro (el negre), Cubilla fitxà el 1957 pel CA Peñarol on guanyà 4 campionats uruguaians, dues copes Libertadores i una Copa Intercontinental de futbol. L'any 1962 es traslladà a Catalunya per fitxar pel FC Barcelona. Només romangué dues temporades al club en els quals guanyà una Copa espanyola el 1963.
El 1964 retornà a Sud-amèrica per jugar al River Plate argentí i el 1969 tornà a l'Uruguai per defensar els colors de Nacional. En aquest darrer club guanyà quatre noves lligues, una nova Copa Libertadores i una nova Copa Intercontinental i una Copa Interamericana. Els darrers anys els passà a Santiago Morning de Xile i Defensor Sporting, club uruguaià on guanyà el primer títol de lliga de l'entitat, trencant el domini dels dos grans CA Peñarol i Nacional.
Entre 1959 i 1974 jugà 38 partits amb l'Uruguai, marcant 11 gols. Participà en tres edicions de la copa del Món, els anys 1962, 1970 i 1974.
En la seva carrera esportiva com a jugador acumulà un total de 15 títols majors. Com a entrenador millorà fins i tot aquesta xifra amb 17 títols majors. Destacà principalment al Club Olimpia del Paraguai. Guanyà set títols internacionals, entre ells dues Libertadores els anys 1979, 1990; a més de vuit lligues del Paraguai. També entrenà a Newell's Old Boys, Peñarol, Atlético Nacional de Colòmbia, River Plate de l'Argentina o Barcelona SC d'Equador.

## Palmarès

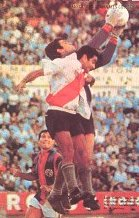
Cubilla a River Plate

### Com a jugador
Peñarol
- Campionat uruguaià de futbol:
  - 1958, 1959, 1960, 1961
- Copa Libertadores de América:
  - 1960, 1961
- Copa Intercontinental de futbol:
  - 1961

FC Barcelona
- Copa espanyola:
  - 1963

Nacional
- Campionat uruguaià de futbol:
  - 1969, 1970, 1971, 1972
- Copa Libertadores de América:
  - 1971
- Copa Intercontinental de futbol:
  - 1971
- Copa Interamericana:
  - 1972

Defensor
- Campionat uruguaià de futbol:
  - 1976

### Com a entrenador
Olimpia
- Lliga paraguaiana de futbol:
  - 1979, 1982, 1988, 1989, 1995, 1997, 1998, 1999
- Copa Libertadores de América:
  - 1979, 1990
- Copa Interamericana:
  - 1979
- Copa Intercontinental de futbol:
  - 1980
- Supercopa Sud-americana:
  - 1990
- Recopa Sud-americana:
  - 1990, 2003

Peñarol
- Campionat uruguaià de futbol:
  - 1981